# Jornadas de Direito Civil
As Jornadas de Direito Civil são congressos acadêmicos de Direito realizados pela Justiça Federal brasileira, com o objetivo de promover debates entre juristas em questões não esclarecidas do direito civil e consolidar as principais doutrinas, através da formação de enunciados, que serão por sua vezes utilizadas na resolução de processos no direito brasileiro. A Justiça Federal descreve as jornadas como uma forma de prestação de serviço social à sociedade brasileira, na medida em que permitem o aperfeiçoamento da ordem jurídica. 
Começaram a ser realizadas a partir do ano de 2002, realizada pelo Conselho Nacional de Justiça (CNJ), através do Centro de Estudos Jurídicos (CEJ). Contando com a presença de grandes especialistas no direito civil. entre magistrados, professores universitários, representantes de carreiras jurídicas e outros estudiosos do direito civil, os debates sobre diversos assuntos foram divididos em comissões (Parte Geral, Direito das Obrigações, Direito das Coisas, Direito de Empresa, Responsabilidade Civil e Direito de Família e Sucessões).
Até o presente momento ocorreram nove jornadas, distinguidas cardinalmente por numerais romanos, sendo a última jornada realizada em 19 e 20 de maio de 2022. Durante o seu debate ocorre a formação de enunciados, os quais são usados como base para julgamentos que serão realizados em tribunais por todo o país. Segundo o Ministro aposentado do Superior Tribunal de Justiça Ruy Rosado de Aguiar Júnior: "Os enunciados são referência essencial para julgados e doutrina, além de abrirem novos caminhos."
As Jornadas de Direito inovam sobre temas que se relacionam determinado parte do código e sua aplicação traz novidades que de certa forma produzem efeitos positivos para a sociedade, já que a mesma possui grande rigor técnico, produzindo assim uma evolução pelo Direito e seus enunciados servem de forma para auxiliar o trabalho do Poder Judiciário Brasileiro.
Auxiliando até em processos onde a lacuna do código civil se faz presente, como é o caso do Testamento Vital onde a mesma determina a forma como ela deve ser tratada em caso de determinada doença, seguindo os princípios da dignidade da pessoa humana, mesmo pela falta de legislação especifica sobre o assunto, ainda se fazem uso deste instrumento, enquanto não se ferir o ordenamento jurídico, como se faz percebido através do Conselho de Justiça Federal, na V Jornada de Direito Civil, com o enunciado 527.
É possível consultar todos os enunciados desta jornada, consultando o site do Conselho Federal de Justiça, como também de várias outros enunciados organizados pelo CEJ de várias outras Jornadas, sendo elas: Jornada de Direito Administrativo, Jornada de Direito Tributário, Jornada de Direito e Processo Penal, Jornada de Direito Comercial, Jornada de Direito Processual Civil.